# Leo Lainer
Leopold „Leo” Lainer (ur. 10 września 1960 w Maishofen) – piłkarz austriacki grający na pozycji obrońcy. W swojej karierze rozegrał 28 meczów i strzelił 1 gola w reprezentacji Austrii.

## Kariera klubowa
Swoją karierę piłkarską Lainer rozpoczął w klubie SK Maishofen. Następnie został zawodnikiem Austrii Salzburg. W 1978 roku awansował do pierwszego zespołu Austrii. W austriackiej Bundeslidze zadebiutował 31 marca 1979 w przegranym 0:2 domowym meczu ze Sturmem Graz. W sezonie 1979/1980 stał się podstawowym zawodnikiem Austrii. W Austrii grał do końca sezonu 1981/1982.
Latem 1982 Lainer przeszedł do Rapidu Wiedeń. Swój debiut w Rapidzie zaliczył 21 sierpnia 1982 w wygranym 3:1 wyjazdowym meczu z Austrią Klagenfurt. W sezonie 1982/1983 wywalczył z Rapidem dublet – mistrzostwo i Puchar Austrii. W sezonie 1983/1984 i sezonie 1984/1985 zdobył kolejne dwa puchary Austrii. W sezonie 1984/1985 wystąpił również w przegranym 1:3 finale Pucharu Zdobywców Pucharów z Evertonem. W sezonie 1986/1987 zdobył kolejny dublet, a w sezonie 1987/1988 mistrzostwo kraju.
W 1988 roku Lainer odszedł z Rapidu do klubu FC Swarovski Tirol. Zadebiutował w nim 22 lipca 1988 w wygranym 1:0 domowym meczu ze Sturmem Graz. W Tirolu spędził dwa sezony i w obu z nich wywalczył tytuł mistrza Austrii.
W 1990 roku Lainer wrócił do Austrii Salzburg. W sezonach 1993/1994 i 1994/1995 wywalczył dwa mistrzostwa Austrii. W kwietniu i maju 1994 wystąpił w obu przegranych 0:1 meczach finału Pucharu UEFA z Interem Mediolan. W 1996 roku odszedł z Austrii do drugoligowego SV Gerasdorf. W 1998 roku zakończył w nim swoją karierę.
| Sezon   | Klub               | Kraj    | Rozgrywki  | Mecze | Bramki |
| ------- | ------------------ | ------- | ---------- | ----- | ------ |
| 1978/79 | Austria Salzburg   | Austria | Bundesliga | 6     | 0      |
| 1979/80 | Austria Salzburg   | Austria | Bundesliga | 23    | 0      |
| 1980/81 | Austria Salzburg   | Austria | Bundesliga | 22    | 3      |
| 1981/82 | Austria Salzburg   | Austria | Bundesliga | 35    | 5      |
| 1982/83 | Rapid Wiedeń       | Austria | Bundesliga | 29    | 6      |
| 1983/84 | Rapid Wiedeń       | Austria | Bundesliga | 29    | 3      |
| 1984/85 | Rapid Wiedeń       | Austria | Bundesliga | 29    | 4      |
| 1985/86 | Rapid Wiedeń       | Austria | Bundesliga | 33    | 3      |
| 1986/87 | Rapid Wiedeń       | Austria | Bundesliga | 20    | 7      |
| 1987/88 | Rapid Wiedeń       | Austria | Bundesliga | 19    | 0      |
| 1988/89 | FC Swarovski Tirol | Austria | Bundesliga | 32    | 7      |
| 1989/90 | FC Swarovski Tirol | Austria | Bundesliga | 34    | 4      |
| 1990/91 | Austria Salzburg   | Austria | Bundesliga | 33    | 2      |
| 1991/92 | Austria Salzburg   | Austria | Bundesliga | 28    | 2      |
| 1992/93 | Austria Salzburg   | Austria | Bundesliga | 28    | 6      |
| 1993/94 | Austria Salzburg   | Austria | Bundesliga | 31    | 3      |
| 1994/95 | Austria Salzburg   | Austria | Bundesliga | 34    | 1      |
| 1995/96 | Austria Salzburg   | Austria | Bundesliga | 32    | 1      |
| 1996/97 | SV Gerasdorf       | Austria | Erste Liga | 13    | 3      |
| 1997/98 | SV Gerasdorf       | Austria | Erste Liga | ?     | ?      |

## Kariera reprezentacyjna
W reprezentacji Austrii Lainer zadebiutował 17 listopada 1982 roku w wygranym 4:0 meczu Euro 84 z Turcją. W swojej karierze grał też w eliminacjach do MŚ 1986, do Euro 88, do Euro 92 i do MŚ 1994. Od 1982 do 1994 roku rozegrał w reprezentacji 28 meczów, w których zdobył 1 gola.